# Never Worn White
Never Worn White is een nummer van de Amerikaanse zangeres Katy Perry uit 2020. Het is de tweede single van haar zesde studioalbum Smile, waarvan het op de deluxe editie verscheen.
"Never Worn White" is een pianoballad die gaat over Perry's onvoorwaardelijke liefde voor haar verloofde Orlando Bloom. In de bijbehorende videoclip kondigde Perry aan dat zij en Bloom een kindje verwachtten. Het nummer bereikte de Amerikaanse Billboard Hot 100 niet, wel bereikte het de 12e positie in de Bubbling Under Hot 100, en de 21e positie in de Digital Songs-lijst van Billboard. Ook in het Nederlandse taalgebied was het succes vrij klein te noemen; met in Nederland een 18e positie in de Tipparade, en in Vlaanderen een 25e positie in de Tipparade.